# National Provincial Championship Division 3 1996
La National Provincial Championship Division 3 1996 fue la decimosegunda edición de la tercera división del principal torneo de rugby de Nueva Zelanda.

## Sistema de disputa
Los equipos enfrentan a los equipos restantes de su zona en una sola ronda.
Los primeros cuatro puestos clasifican a semifinales para posteriormente disputar la final entre los dos ganadores de las semifinales, el ganador de la final se corona campeón y asciende directamente a la Segunda División.

## Clasificación
Tabla de posiciones
| Pos. | Equipo            | Encuentros | Encuentros | Encuentros | Encuentros | Tantos | Tantos | Tantos | PB | PB | Puntos |
| Pos. | Equipo            | PJ         | PG         | PE         | PP         | F      | C      | Dif    | BO | BD | Puntos |
| ---- | ----------------- | ---------- | ---------- | ---------- | ---------- | ------ | ------ | ------ | -- | -- | ------ |
| 1.º  | Marlborough       | 8          | 8          | 0          | 0          | 330    | 120    | +210   | 7  | 0  | 37     |
| 2.º  | Wanganui          | 8          | 7          | 0          | 1          | 190    | 103    | +87    | 2  | 1  | 31     |
| 3.º  | Buller            | 8          | 5          | 0          | 3          | 148    | 135    | +13    | 1  | 2  | 23     |
| 4.º  | Mid Canterbury    | 8          | 4          | 0          | 4          | 166    | 206    | -40    | 3  | 2  | 21     |
| 5.º  | Horowhenua-Kapiti | 8          | 4          | 0          | 4          | 174    | 200    | -26    | 2  | 1  | 19     |
| 6.º  | North Otago       | 8          | 3          | 0          | 5          | 162    | 206    | -44    | 2  | 4  | 18     |
| 7.º  | Poverty Bay       | 8          | 3          | 0          | 5          | 193    | 171    | +22    | 2  | 2  | 16     |
| 8.º  | West Coast        | 8          | 2          | 0          | 6          | 121    | 202    | -81    | 0  | 2  | 10     |
| 9.º  | East Coast        | 8          | 0          | 0          | 8          | 131    | 272    | -141   | 1  | 2  | 3      |

|  | Semifinalistas. |

### Semifinales
| 20 de octubre | Wanganui | 22 - 15 | Buller |  |  |

| 19 de octubre | Marlborough | 34 - 22 | Mid Canterbury |  |  |

### Final
| 26 de octubre | Marlborough | 17 - 22 | Wanganui |  |  |

| Bandera de Nueva Zelanda |
| Campeón Wanganui         |
| Segundo título           |